# Episodi di Alfred Hitchcock presenta (serie televisiva 1955) (terza stagione)
La terza stagione della serie televisiva Alfred Hitchcock presenta è composta da 39 episodi, trasmessi per la prima volta negli Stati Uniti sulla CBS tra il 6 ottobre 1957 e il 29 giugno 1958. Il secondo episodio della stagione fu il primo episodio dell'intera serie a venire trasmesso in Italia. Negli Stati Uniti, la stagione si posizionò al 12º posto nei rating Nielsen di fine anno con il 30,3% di penetrazione e con una media superiore ai 12 milioni di spettatori.
| nº | Titolo originale               | Titolo italiano                                | Prima TV USA     | Prima TV Italia  |
| -- | ------------------------------ | ---------------------------------------------- | ---------------- | ---------------- |
| 1  | The Glass Eye                  | inedito                                        | 6 ottobre 1957   | inedito          |
| 2  | Mail Order Prophet             | Il falso indovino                              | 13 ottobre 1957  | 17 gennaio 1959  |
| 3  | The Perfect Crime              | Delitto perfetto aka Un delitto quasi perfetto | 20 ottobre 1957  | 24 gennaio 1959  |
| 4  | Heart of Gold                  | inedito                                        | 27 ottobre 1957  | inedito          |
| 5  | Silent Witness                 | inedito                                        | 3 novembre 1957  | inedito          |
| 6  | Reward to Finder               | Il portafogli                                  | 10 novembre 1957 |                  |
| 7  | Enough Rope for Two            | Corda per due                                  | 17 novembre 1957 |                  |
| 8  | The Last Request               | inedito                                        | 24 novembre 1957 | inedito          |
| 9  | The Young One                  | inedito                                        | 1º dicembre 1957 | inedito          |
| 10 | The Diplomatic Corpse          | Una passeggiata in Messico                     | 8 dicembre 1957  |                  |
| 11 | The Deadly                     | inedito                                        | 15 dicembre 1957 | inedito          |
| 12 | Miss Paisley's Cat             | Miss Paisley e il gatto                        | 22 dicembre 1957 | 11 febbraio 1959 |
| 13 | Night of the Execution         | La notte dell'esecuzione                       | 29 dicembre 1957 | 14 marzo 1959    |
| 14 | The Percentage                 | inedito                                        | 5 gennaio 1958   | inedito          |
| 15 | Together                       | In trappola                                    | 12 gennaio 1958  | 4 marzo 1959     |
| 16 | Sylvia                         | inedito                                        | 19 gennaio 1958  | inedito          |
| 17 | The Motive                     | inedito                                        | 26 gennaio 1958  | inedito          |
| 18 | Miss Bracegirdle Does Her Duty | Il bagno di mezzanotte                         | 2 febbraio 1958  | 28 gennaio 1959  |
| 19 | The Equalizer                  | inedito                                        | 9 febbraio 1958  | inedito          |
| 20 | On the Nose                    | L'ultima scommessa                             | 16 febbraio 1958 |                  |
| 21 | Guest for Breakfast            | inedito                                        | 23 febbraio 1958 | inedito          |
| 22 | The Return of the Hero         | inedito                                        | 2 marzo 1958     | inedito          |
| 23 | The Right Kind of House        | La casa ideale                                 | 9 marzo 1958     |                  |
| 24 | The Foghorn                    | Foschia                                        | 16 marzo 1958    | 16 aprile 1959   |
| 25 | Flight to the East             | Volo verso Est                                 | 23 marzo 1958    | 3 febbraio 1959  |
| 26 | Bull in a China Shop           | Un toro tra le porcellane                      | 30 marzo 1958    |                  |
| 27 | Disappearing Trick             | Morte presunta                                 | 6 aprile 1958    | 18 febbraio 1959 |
| 28 | Lamb to the Slaughter          | Come servire un agnello                        | 13 aprile 1958   |                  |
| 29 | Fatal Figures                  | inedito                                        | 20 aprile 1958   | inedito          |
| 30 | Death Sentence                 | inedito                                        | 27 aprile 1958   | inedito          |
| 31 | The Festive Season             | Vigilia di Natale                              | 4 maggio 1958    |                  |
| 32 | Listen, Listen.....!           | inedito                                        | 11 maggio 1958   | inedito          |
| 33 | Post Mortem                    | Biglietto vincente                             | 18 maggio 1958   |                  |
| 34 | The Crocodile Case             | inedito                                        | 25 maggio 1958   | inedito          |
| 35 | Dip in the Pool                | Concorso a bordo aka Un salto nel vuoto        | 1º giugno 1958   |                  |
| 36 | The Safe Place                 | Un investimento sicuro                         | 8 giugno 1958    |                  |
| 37 | The Canary Sedan               | inedito                                        | 15 giugno 1958   | inedito          |
| 38 | The Impromptu Murder           | inedito                                        | 22 giugno 1958   | inedito          |
| 39 | Little White Frock             | Un invito a cena                               | 29 giugno 1958   |                  |

## The Glass Eye
- Diretto da: Robert Stevens
- Scritto da: John Keir Cross (soggetto), Stirling Silliphant (sceneggiatura)

### Trama
Jim Whitely racconta a suo cugino una storia su come la loro defunta cugina acquisita Julia si sia innamorata del ventriloquo Max Collodi. Julia era così devota che viaggiò in tutto il paese per assistere agli spettacoli di Collodi con il suo manichino a misura di bambino. Dopo aver scritto molte lettere, Julia poté finalmente incontrare di persona Collodi, ma scoprì che "Collodi" era il manichino, e il burattino era il vero uomo, con indosso una maschera. Julia ha portato con sé l'occhio di vetro di "Collodi" come ricordo del suo amore.
- Interpreti: Jessica Tandy (Julia Lester), Tom Conway (Max Collodi), Rosemary Harris (Dorothy Whitely), William Shatner (Jim Whitely).

## Il falso indovino
- Titolo originale: Mail Order Prophet
- Diretto da: James Neilson
- Scritto da: Antony Ferry (soggetto), Robert C. Dennis (sceneggiatura)

### Trama
L'impiegato ordinario Grimes inizia a ricevere lettere da un misterioso Christiani che apparentemente predice il futuro. Il suo amico George consiglia cautela, ma Grimes inizia a investire denaro con grande successo. Come ultimo suggerimento di Christiani, Grimes ruba i fondi dell'ufficio per investire nel mercato azionario e guadagna abbastanza per andare in pensione comodamente, anche dopo aver restituito i soldi dell'ufficio e pagato la quota di Christiani. In seguito, George indaga su Christiani scoprendo che è un truffatore e che le lettere sono state inviate a migliaia di persone utilizzando diverse predizioni; Grimes ha ricevuto per puro caso una serie corretta di previsioni.
- Interpreti: E.G. Marshall (Ronald J. Grimes), Jack Klugman (George Benedict).

## Delitto perfetto
- Titolo originale: The Perfect Crime
- Diretto da: Alfred Hitchcock
- Scritto da: Ben Ray Redman (soggetto), Stirling Silliphant (sceneggiatura)

### Trama
Charles Courtney, detective di fama mondiale per la sua infallibilità, ha appena concluso l'ennesimo caso ed è pronto a porre l'arma del delitto nella sua collezione di cimeli; ma l'arrivo dell'avvocato dell'imputato scatena in lui un terribile dilemma: se avesse fatto condannare la persona sbagliata?
Le prove sembrano suggerire che il famoso detective abbia mandato alla forca la persona sbagliata.
- Interpreti: Vincent Price (Charles Courtney), James Gregory (John Gregory)

## Heart of Gold
- Diretto da: Robert Stevens
- Scritto da: Henry Slesar (soggetto), James P. Cavanagh (sceneggiatura)

### Trama
Quando il rapinatore Jackie Blake viene rilasciato di prigione, viene accolto calorosamente nella casa di Martha Collins, madre dell'ex compagno di cella di Jackie. Jackie spera di farsi una nuova vita onesta, ma Martha e l'altro figlio, Ralph, hanno accolto Jackie solo perché credono che abbia nascosto il bottino di una precedente rapina da qualche parte. Ralph cerca di costringere Jackie a rivelare dove si trova e Jackie lo pugnala a morte per legittima difesa. Quando Jackie cerca di difendere le sue azioni nei confronti di Martha, lei gli dice la verità dietro la sua gentilezza nei suoi confronti. L'ultima volta che vediamo Martha correre gridando aiuto, possiamo presumere che Jackie sia stato arrestato di nuovo e riportato in prigione, indipendentemente dal fatto che l'affermazione di autodifesa che molto probabilmente ha invocato sia stata accettata o meno.
- Interpreti: Mildred Dunnock (Martha Collins), Darryl Hickman (Jackie Blake).

## Silent Witness
- Diretto da: Paul Henreid
- Scritto da: Jeanne Barry (soggetto), Robert C. Dennis (sceneggiatura)

### Trama
Il professor Donald Mason strangola a morte la sua studentessa e amante, Claudia, quando lei si rifiuta di porre fine alla loro relazione. L'unico testimone è Linda, la bambina a cui Claudia stava facendo da babysitter in quel momento. In seguito, ogni volta che Linda vede Donald inizia a piangere, il che fa temere a Donald che lo identificherà una volta che inizierà a parlare. Donald finisce per confessare l'omicidio alla polizia, ma si scopre che Linda piange ogni volta che vede un uomo, come mostrato quando suo padre torna dall'esercito.
- Interpreti: Don Taylor (Prof. Donald Mason), Dolores Hart (Claudia Powell).

## Il portafogli
- Titolo originale: Reward to Finder
- Diretto da: James Neilson
- Scritto da: F.J. Smith (soggetto), Frank Gabrielson (sceneggiatura)

### Trama
Dopo aver trovato un portafoglio pieno di contanti, lo spazzino Carl Kaminsky e sua moglie Anna litigano costantemente per le spese eccessive di Anna. Il conflitto culmina quando Carl picchia a morte Anna con una statuetta prima di bere la tazza di caffè avvelenato che Anna gli aveva preparato.
- Interpreti: Jo Van Fleet (Anna Kaminsky), Oskar Homolka (Carl Kaminsky).

## Corda per due
- Titolo originale: Enough Rope for Two
- Diretto da: Paul Henreid
- Scritto da: Clark Howard (soggetto), Joel Murcott (sceneggiatura)

### Trama
L'ex detenuto Joe e i suoi ex partner Madge e Maxie si recano in una miniera abbandonata nel mezzo del deserto per raccogliere il bottino nascosto. Una volta lì, i tre si rivoltano l'uno contro l'altro: Joe spara e uccide Maxie, e Madge intrappola Joe nella miniera una volta che ha ottenuto i soldi. Questo lascia Madge con il bottino, ma le chiavi dell'auto sono nella miniera con Joe.
- Interpreti: Jean Hagen (Madge Griffin), Steven Hill (Joe Kedzie), Steve Brodie (Maxie).

## The Last Request
- Diretto da: Paul Henreid
- Scritto da: Helen Fislar Brooks (soggetto), Joel Murcott (sceneggiatura)

### Trama
In attesa della sua esecuzione, il detenuto Gerry Daniels scrive un'ultima lettera al giornale per protestare contro l'incompetenza del procuratore distrettuale Bernard Butler. Gerry confessa di aver ucciso altre tre persone, ma Butler non lo aveva mai sospettato per quegli omicidi; invece Gerry è stato perseguito per un omicidio che non ha mai commesso. L'esecuzione viene annullata quando Butler ottiene nuove prove che scagionano Gerry dall'accusa errata, ma la lettera di Gerry è già stata letta nell'ufficio del direttore.
- Interpreti: Harry Guardino (Gerry Daniels), Cara Williams (Mona Carstairs), Hugh Marlowe (Bernard Butler), Karin Booth (Sheila Raymond)

## The Young One
- Diretto da: Robert Altman
- Scritto da: Sarett Rudley (soggetto), Sarett Rudley (sceneggiatura)

### Trama
L'adolescente Janice fa amicizia con Tex, un vagabondo, per incastrarlo per l'omicidio della sua tutrice, zia Mae. Tuttavia, il ragazzo di Janice, Stan, ha trovato il corpo di zia Mae e sa che Jan ha commesso l'omicidio.
- Interpreti: Carol Lynley (Janice), Jeanette Nolan (zia Mae), Vince Edwards (Tex).

## Una passeggiata in Messico
- Titolo originale: The Diplomatic Corpse
- Diretto da: Paul Henreid
- Scritto da: Alec Coppel (soggetto), Robert C. Dennis (sceneggiatura)

### Trama
La coppia sposata Evan e Janet sono in tournée in Messico con la zia, la signora Tait, che muore per un attacco cardiaco. Mentre Evan e Janet cercano un dottore, la loro macchina viene rubata con dentro il cadavere della signora Tait. Assumono il detective Thomas Salgado per trovare l'auto e poi il corpo. Quando finalmente Evan e Janet tornano a casa, scoprono che Salgado ha dato loro il corpo sbagliato.
- Interpreti: Peter Lorre (Tomas Salgado), George Peppard (Evan Wallace).

## The Deadly
- Diretto da: Don Taylor
- Scritto da: Lawrence Treat (soggetto), Robert C. Dennis (sceneggiatura)

### Trama
L'idraulico Jack Staley ricatta le casalinghe di un quartiere di periferia, minacciando di rivelare ai mariti relazioni sentimentali inventate. L'idraulico punta ora gli occhi sulla sua nuova preda, Margot Brenner. Per rappresaglia, Margot riunisce tutte le mogli del quartiere per affrontare Jack insieme. Unite, le donne ricattano Jack facendogli svolgere lavori domestici per il valore del denaro che ha estorto loro più gli interessi.
- Interpreti: Phyllis Thaxter (Margot Brenner), Lee Philips (Jack Staley).

## Miss Paisley e il gatto
- Titolo originale: Miss Paisley's Cat
- Diretto da: Jus Addiss
- Scritto da: Roy Vickers (soggetto), Marian B. Cockrell (sceneggiatura)

### Trama
Emma Paisley è angosciata quando il suo vicino, Rinditch, uccide il suo gatto Stanley. Emma perde i sensi e si sveglia quattro ore dopo, scoprendo che Rinditch è stato assassinato e il loro padrone di casa è stato arrestato. Emma confessa alla polizia che è stata lei, ma non riesce a convincere gli agenti perché non sa spiegare come ha fatto. Alla fine si ricorda, ma il padrone di casa è già stato giustiziato.
- Interpreti: Dorothy Stickney (Emma Paisley), Raymond Bailey (ispettore Graun), Fred Graham (Rinditch).

## La notte dell'esecuzione
- Titolo originale: Night of the Execution
- Diretto da: Jus Addiss
- Scritto da: Henry Slesar (soggetto), Bernard C. Schoenfeld (sceneggiatura)

### Trama
Warren Selvy, un avvocato dell'accusa con una lunga storia di assoluzioni, ottiene un verdetto di colpevolezza in un caso di omicidio cruciale. Successivamente Warren si confronta con un senzatetto, Ed, che afferma di essere il vero assassino. Warren cerca di spaventarlo, ma quando fallisce, Warren cerca di afferrare un orologio che Ed tenta di distruggere, ma colpisce accidentalmente Ed con esso, uccidendolo. Warren viene quindi a sapere che Ed è un mitomane che ha confessato decine di crimini senza averli mai commessi.
- Interpreti: Pat Hingle (Warren Selvy), Georgann Johnson (Doreen Selvy).

## The Percentage
- Diretto da: James Neilson
- Scritto da: David Alexander (soggetto), Bernard C. Schoenfeld (sceneggiatura)

### Trama
L'uomo d'affari di successo Eddie Slovak ha una bella vita con sua moglie, Faye, ma è ossessionato dal suo passato. Una volta ha agito da codardo durante la guerra di Corea e cerca il suo vecchio compagno dell'esercito Pete Williams, che conosce il suo segreto. Pete rifiuta ripetutamente i tentativi di Eddie di pagarlo, con grande frustrazione di Eddie. Eddie inizia una relazione con la moglie di Pete, Louise, e una notte Eddie, innescato da una foto di Pete nella sua uniforme dell'esercito, perde la testa e la strangola. Quando Pete torna a casa, Eddie lo prega di dire alla polizia che il responsabile era un predone, ma Pete rifiuta e quando l'ufficiale arriva, dice loro la verità. Eddie viene arrestato per omicidio e questo permette a Pete e Faye, che sono amanti, di stare insieme.
- Interpreti: Alex Nicol (Eddie Slovak), Don Keefer (Pete Williams), Nita Talbot (Louise Williams), Carole Mathews (Faye Slovak).

## In trappola
- Titolo originale: Together
- Diretto da: Robert Altman
- Scritto da: Alec Coppel (soggetto), Robert C. Dennis (sceneggiatura)

### Trama
Tony Gould incontra la sua amante, Shelley, nel suo ufficio fuori orario. Quando Shelley minaccia di rivelare la loro relazione alla moglie di Tony, la pugnala a morte, ma non riesce ad andarsene perché l'ufficio è chiuso a chiave. Il giorno dopo viene chiamata la polizia e viene scoperto il cadavere.
- Interpreti: Joseph Cotten (Tony Gould), Christine White (Shelley).

## Sylvia
- Diretto da: Herschel Daugherty
- Scritto da: Ira Levin (soggetto), James P. Cavanagh (sceneggiatura)

### Trama
John Leeds si preoccupa quando sua figlia Sylvia acquista una pistola. L'ex marito senza scrupoli di Sylvia, Peter, una volta l'ha lasciata per soldi ed è tornato in città su richiesta di Sylvia. John teme che Sylvia voglia uccidere Peter, quindi paga Peter in modo che se ne vada. Sylvia quindi spara e uccide John per aver ostacolato il suo tentativo di ricongiungersi con Peter.
- Interpreti: Ann Todd (Sylvia Leeds Kent), John McIntire (John Leeds), Phillip Reed (Peter Kent).

## The Motive
- Diretto da: Robert Stevens
- Scritto da: Rose Simon Kohn

### Trama
I migliori amici ossessionati dai crimini Tommy e Richard discutono della teoria di Tommy, secondo la quale gli omicidi senza movente non possono essere risolti. Per dimostrare questa teoria, Tommy decide di uccidere una persona a caso che Richard sceglie da un elenco telefonico. Dopo l'omicidio, Tommy scopre che la vittima è l'uomo per cui l'ex moglie di Tommy lo aveva lasciato, quindi Tommy ha un movente; Richard lo aveva scelto apposta per vendetta, poiché Tommy una volta aveva rubato la stessa donna a Richard. Finiscono in una rissa che viene interrotta dalla polizia, che arresta Tommy.
- Interpreti: Skip Homeier (Tommy Greer), William Redfield (Richard).

## Il bagno di mezzanotte
- Titolo originale: Miss Bracegirdle Does Her Duty
- Diretto da: Robert Stevens
- Scritto da: Stacy Aumonier (soggetto), Marian B. Cockrell (sceneggiatura)

### Trama
In viaggio in Francia, l'anziana inglese Millicent Bracegirdle si chiude accidentalmente nella stanza d'albergo sbagliata con un cadavere. Alla fine riesce a scappare e scopre che l'uomo morto era stato accusato di omicidio ed era morto per un infarto.
- Interpreti: Mildred Natwick (Millicent Bracegirdle).

## The Equalizer
- Diretto da: James Neilson
- Scritto da: C.B. Gilford (soggetto), Robert C. Dennis (sceneggiatura)

### Trama
Wayne Phillips ha una relazione con Louise Marsh per far dispetto a suo marito Eldon Marsh. Quando Eldon affronta pubblicamente Wayne su questo, Eldon perde la moglie e il lavoro. Senza nulla da perdere, Eldon sfida il molto più forte Wayne a duello con le armi. Wayne è d'accordo, ma spara a Eldon senza preavviso. Quando la polizia indaga, scopre che Eldon non aveva una pistola e Wayne è accusato di omicidio.
- Interpreti: Martin Balsam (Eldon Marsh), Leif Erickson (Wayne Phillips), Norma Crane (Louise Marsh).

## L'ultima scommessa
- Titolo originale: On the Nose
- Diretto da: James Neilson
- Scritto da: Henry Slesar (soggetto), Irving Elman (sceneggiatura)

### Trama
Fran Holland, casalinga dipendente dal gioco d'azzardo, si precipita a raccogliere 25 dollari per pagare un allibratore prima che suo marito Ed torni a casa. Fran usa varie tattiche che quasi la mettono nei guai con la polizia, ma riesce a ripagare il debito in tempo. Promette di non giocare mai più, ma subito dopo cede alla tentazione e fa una nuova scommessa.
- Interpreti: Jan Sterling (Fran Holland), David Opatoshu (signor Cooney), Karl Swenson (Ed Holland).

## Guest for Breakfast
- Diretto da: Paul Henreid
- Scritto da: C.B. Gilford (soggetto), Robert C. Dennis (sceneggiatura)

### Trama
Il matrimonio di Eve e Jordan Ross è in crisi e la loro discussione mattutina viene interrotta quando Chester Lacey armato di pistola irrompe nella loro casa. Lacey è in fuga per omicidio e ha bisogno di un ostaggio; sia Eve che Jordan cercano di convincere Lacey a uccidere l'altro. Quando Lacey sta per uccidere Eve, Jordan interviene ed Eve aiuta suo marito. Dopo l'arresto di Lacey, la coppia è aperta alla riconciliazione.
- Interpreti: Joan Tetzel (Eve Ross), Scott McKay (Jordan Ross), Richard Shepard (Chester Lacey).

## The Return of the Hero
- Diretto da: Herschel Daugherty
- Scritto da: Andrew Solt e Stirling Silliphant

### Trama
Il sergente Andre Doniere è un veterano che torna a casa con il suo amico Marcel Marchand, che gli ha salvato la vita. Doniere fa una telefonata alla sua famiglia aristocratica, chiedendo loro di accogliere l'amico, che ha perso una gamba. La madre, il patrigno e la fidanzata di Doniere non sono interessati ad accogliere uno storpio, quindi Doniere decide di non tornare mai più a casa, perché è lui che ha perso la gamba.
- Interpreti: Jacques Bergerac (sergente Andre Doniere), Marcel Dalio (Marcel Marchand).

## La casa ideale
- Titolo originale: The Right Kind of House
- Diretto da: Don Taylor
- Scritto da: Henry Slesar (soggetto), Robert C. Dennis (sceneggiatura)

### Trama
Waterbury vuole acquistare la casa di proprietà dell'anziana Sadie Grimes, nonostante lei richieda un prezzo cinque volte superiore al valore della casa. Sadie Grimes racconta a Waterbury come suo figlio è stato ucciso da una figura invisibile in quella casa per un bottino rubato e che il bottino non è mai stato trovato. Grimes ha messo la casa in vendita per intrappolare l'assassino, perché solo lui avrebbe accettato il prezzo esorbitante per recuperare il bottino. Waterbury ammette di essere stato lui, poi muore perché Grimes ha avvelenato il suo drink.
- Interpreti: Robert Emhardt (Waterbury), Jeanette Nolan (Sadie Grimes).

## Foschia
- Titolo originale: The Foghorn
- Diretto da: Robert Stevens
- Scritto da: Gertrude Atherton (soggetto), Frank Gabrielson (sceneggiatura)

### Trama
Lucia Clay è ossessionata dal suono di una sirena da nebbia e non riesce a ricordare il perché. Riunisce i ricordi del suo innamorarsi di Allen Bliss, un uomo sposato. Allen è stato ucciso durante una gita in barca, quando un transatlantico si è schiantato contro di loro nella nebbia. A Lucia è successo solo pochi giorni fa, ma in realtà sono passati cinquant'anni.
- Interpreti: Barbara Bel Geddes (Lucia Clay).

## Volo verso Est
- Titolo originale: Flight to the East
- Diretto da: Arthur Hiller
- Scritto da: Bevil Charles (soggetto), Joel Murcott (sceneggiatura)

### Trama
Durante il viaggio in aereo, il corrispondente di guerra Ted Franklin inizia una conversazione con l'altra passeggera Barbara Denim. Franklin è in arresto e sta viaggiando con un ispettore di polizia mentre torna a casa per essere processato per omicidio. Una volta che le ha raccontato la sua storia, Franklin scopre che Denim è una testimone che testimonierà contro di lui.
- Interpreti: Gary Merrill (Ted Franklin), Patricia Cutts (Barbara Denim).

## Un toro tra le porcellane
- Titolo originale: Bull in a China Shop
- Diretto da: Bull in a China Shop
- Scritto da: C.B. Gilford (soggetto), Sarett Rudley (sceneggiatura)

### Trama
Il detective della omicidi Dennis O'Finn vive accanto a un gruppo di donne anziane innamorate di lui. La signorina Hildy-Lou uccide due delle altre donne in modo che O'Finn le vada a trovare per l'indagine sull'omicidio. O'Finn, inorridito nell'apprendere il movente, si trasferisce al dipartimento incendi dolosi, ma le donne rimaste danno fuoco alla loro casa solo per rivederlo.
- Interpreti: Dennis Morgan (Dennis O'Finn), Estelle Winwood (signorina Hildy-Lou).

## Morte presunta
- Titolo originale: Disappearing Trick
- Diretto da: Arthur Hiller
- Scritto da: Victor Canning (soggetto), Kathleen Hite (sceneggiatura)

### Trama
L'allibratore Walter Richmond sviluppa una relazione con Laura Gild, la vedova del suo ex cliente Herbert Gild. Walter scopre che Herbert aveva simulato la sua morte per allontanarsi da Laura e lo ricatta per soldi. Quando Herbert affronta la coppia con una pistola, Walter viene ferito non mortalmente e Laura fugge da entrambi gli uomini con i soldi.
- Interpreti: Robert Horton (Walter Richmond), Betsy von Furstenberg (Laura Gild), Raymond Bailey (Herbert Gild).

## Come servire un agnello
- Titolo originale: Lamb to the Slaughter
- Diretto da: Alfred Hitchcock
- Scritto da: Roald Dahl

### Trama
Mary Maloney è una casalinga incinta che aspetta che suo marito, Patrick, torni a casa dal suo lavoro di agente di polizia. Quando torna, Mary nota che è insolitamente distaccato. Sebbene non sia dichiarato esplicitamente, si suggerisce che Patrick abbia chiesto il divorzio poiché afferma che "sarà accudita". Apparentemente in trance, Mary va a prendere un grosso cosciotto d'agnello dal congelatore in cantina per cucinarlo per la cena. 
Patrick, dando le spalle a Mary, la chiama arrabbiato dicendo di non preparargli la cena, mentre sta uscendo. Mentre sta guardando fuori dalla finestra, Mary colpisce improvvisamente Patrick alla nuca con il cosciotto d'agnello congelato, uccidendolo all'istante. Mary si rende conto che Patrick è morto e inizia, freddamente e praticamente, a pensare a cosa fare. Pensando al suo bambino non ancora nato, decide di insabbiare l'omicidio. Prepara il cosciotto d'agnello e lo mette nel forno per distruggere le prove, poi pensa a un alibi. Si esercita a fare la faccia allegra e a fare alcune osservazioni innocue durante la conversazione, fa visita al droghiere e chiacchiera blandamente con lui su cosa preparare per la cena di Patrick. 
Al suo ritorno a casa e nella stanza dove il marito giace morto sul pavimento, si finge sorpresa e inizia a piangere, poi chiama la polizia. Quando arrivano i poliziotti (che sono tutti amici di suo marito), fanno domande a Mary e osservano la scena. Considerando Mary al di sopra di ogni sospetto, la polizia conclude che Patrick è stato ucciso da un intruso con un grosso oggetto contundente, probabilmente di metallo. Mentre gli uomini cercano nella casa l'arma del delitto, Mary offre loro del whisky, distraendo alcuni di loro dalla caccia attraverso la casa. 
Dopo aver fatto una ricerca infruttuosa intorno alla casa e nell'area circostante, a Mary viene ricordato che il cosciotto d'agnello è quasi pronto e lo offre ai poliziotti. Sottolinea che hanno già lavorato e superato l'ora di cena e che altrimenti la carne andrebbe sprecata; esitano ma alla fine accettano. Durante il pasto, poiché Mary si siede nelle vicinanze ma non si unisce a loro, i poliziotti discutono della possibile posizione dell'arma del delitto. Un ufficiale, con la bocca piena di carne, dice che è "probabilmente proprio sotto il nostro naso". Mary, sentendoli per caso, inizia a ridacchiare sommessamente.
- Interpreti: Barbara Bel Geddes (Mary Maloney), Harold J. Stone (tenente Jack Noonan), Allan Lane (Patrick Maloney).

## Fatal Figures
- Diretto da: Don Taylor
- Scritto da: Rick Edelstein (soggetto), Robert C. Dennis (sceneggiatura)

### Trama
Harold Goames, ossessionato dalle statistiche, si sente poco importante nel mondo e inizia a commettere crimini per diventare "significativo". Dopo aver commesso un furto d'auto e una rapina, uccide sua sorella Margaret e confessa all'agente di polizia incredulo le sue ragioni. Per il suo ultimo atto statisticamente significativo, Harold si suicida.
- Interpreti: John McGiver (Harold George Goames), Vivian Nathan (Margaret Goames), Ward Wood (sergente di polizia McBaine).

## Death Sentence
- Diretto da: Paul Henreid
- Scritto da: Miriam Allen DeFord (soggetto), Joel Murcott (sceneggiatura)

### Trama
Norman Frayne  è cresciuto in un orfanotrofio e si sente immeritevole di sua moglie Paula. Al, un uomo del passato di Norman, arriva e ricatta Norman per un crimine che hanno commesso 12 anni prima. Norman crede che Al abbia una relazione con Paula e progetta di farli esplodere con la dinamite. Quando Paula insiste sul fatto che non è vero, Norman si lascia saltare in aria in modo che Paula sia libera dalle minacce di Al e dal passato di Norman.
- Interpreti: James Best (Norman Frayne), Katharine Bard (Paula Frayne), Steve Brodie (Al Revnel).

## Vigilia di Natale
- Titolo originale: The Festive Season
- Diretto da: Arthur Hiller
- Scritto da: Stanley Ellin (soggetto), James P. Cavanagh (sceneggiatura)

### Trama
Durante la vigilia di Natale, l'avvocato John va a trovare i fratelli Celia e Charlie. Charlie vuole uccidere Celia, perché crede che abbia ucciso sua moglie, ma Celia protesta per la sua innocenza ed è determinata a prendersi cura di Charlie indipendentemente dai suoi sentimenti. John se ne va dopo aver fatto loro promettere di non farsi del male a vicenda. John lo fa ogni vigilia di Natale dalla morte della moglie di Charlie, 20 anni fa.
- Interpreti: Carmen Mathews (Celia Boerum), Edmon Ryan (avvocato John), Richard Waring (Charlie Boerum).

## Listen, Listen.....!
- Diretto da: Don Taylor
- Scritto da: R.E. Kendall (soggetto), Bernard C. Schoenfeld (sceneggiatura)

### Trama
Herbert Johnson cerca di convincere le autorità che l'ultimo omicidio degli assassini Stocking è stato commesso in realtà da un imitatore, ma nessuno lo prende sul serio. Un prete, padre Rafferty, ascolta finalmente la storia di Herbert su come la vittima, Helen Jameson, ha lasciato i suoi genitori religiosi e severi per una vita di "peccato", e la sua morte è stata una "punizione". Herbert è il padre di Helen e sua moglie è l'imitatore che ha ucciso Helen, ma Herbert non è in grado di accusare apertamente sua moglie.
- Interpreti: Edgar Stehli (Herbert Johnson), Rusty Lane (padre Rafferty), Edith Evanson (signora Johnson).

## Biglietto vincente
- Titolo originale: Post Mortem
- Diretto da: Arthur Hiller
- Scritto da: Cornell Woolrich (soggetto), Robert C. Dennis (sceneggiatura)

### Trama
Judy riesuma il corpo del suo primo marito Harry perché un biglietto vincente della lotteria è stato sepolto con lui. L'investigatore assicurativo Wescott ne approfitta per far eseguire un'autopsia su Harry, dimostrando che è stato avvelenato. Il secondo marito di Judy, Steve, ha ucciso Harry prima di sposare Judy in modo che potessero vivere con i soldi dell'assicurazione di Harry. Wescott aiuta Judy a catturare Steve nel tentativo fallito di ucciderla, e Steve viene arrestato.
- Interpreti: Steve Forrest (Steve Archer), Joanna Moore (Judy Archer), James Gregory (signor Wescott).

## The Crocodile Case
- Diretto da: Don Taylor
- Scritto da: Roy Vickers (soggetto), Robert C. Dennis (sceneggiatura)

### Trama
Jack Lyons e Phyllis Chaundry si sono sposati dopo che Jack ha ucciso il primo marito di Phyllis, ma Phyllis è infelice perché Jack ha perso il baule in pelle di coccodrillo che il suo defunto marito le stava restituendo la notte del suo omicidio. Quando la polizia finalmente trova il baule, Jack lo identifica in base alle iniziali, ma questo rivela la sua colpa, perché le iniziali erano state apposte sul baule solo poco prima dell'omicidio.
- Interpreti: Hazel Court (Phyllis Chaundry), Patricia Hitchcock (Aileen), Denholm Elliott (Jack Lyons).

## Concorso a bordo
- Titolo originale: Dip in the Pool
- Diretto da: Alfred Hitchcock
- Scritto da: Roald Dahl (soggetto), Robert C. Dennis (sceneggiatura)

### Trama
Durante un viaggio in crociera, William Botibol, giocatore compulsivo, si indebita oltre le sue possibilità nelle scommesse sulla velocità della nave. Per via del cattivo tempo, William aveva puntato su un numero basso, ma a poche ore dalla scommessa il tempo era velocemente migliorato e la nave aveva ripreso il regolare andamento. Ormai sembra che l'unica soluzione per non perdere sia quella di trovare un modo per rallentare la nave.
- Interpreti: Keenan Wynn (William Botibol), Fay Wray (signora Renshaw), Louise Platt (Ethel Botibol)

## Un investimento sicuro
- Titolo originale: The Safe Place
- Diretto da: James Neilson
- Scritto da: Jay Wilson (soggetto), Michael Hogan (sceneggiatura)

### Trama
Il cassiere di banca George Piper uccide uno dei clienti della banca, Victor Mannett, per rubare i suoi soldi, che Piper poi nasconde in bella vista nel cassetto del suo cassa. Il giorno successivo, Piper viene aggredito dal suo capo per aver tenuto il conto di Mannett, poiché l'omicidio rovinerà la reputazione della banca. Piper viene licenziato sul posto e gli viene ordinato di consegnare immediatamente le chiavi del cassetto della cassa.
- Interpreti: Robert H. Harris (George C. Piper), Joanne Linville (Millie Manners), Phillip Pine (Victor Mannett).

## The Canary Sedan
- Diretto da: Robert Stevens
- Scritto da: Ann Bridge (soggetto), Stirling Silliphant (sceneggiatura)

### Trama
Laura Bowlby arriva a Hong Kong per raggiungere suo marito, James, che vive lì da un po'. Laura ha capacità psichiche; quando è all'interno della sua berlina di seconda mano può sentire la voce disincarnata di una donna francese che parla con il suo amante. Laura, invidiosa della relazione appassionata della donna, indaga sulla sua soggetto e scopre che James la sta tradendo proprio con la donna francese.
- Interpreti: Jessica Tandy (Laura Bowlby), Murray Matheson (James Bowlby).

## The Impromptu Murder
- Diretto da: Paul Henreid
- Scritto da: Roy Vickers (soggetto), Francis M. Cockrell (sceneggiatura)

### Trama
Inghilterra, 1916. L'avvocato Henry Daw uccide una cliente, la signorina Wilkinson, e la seppellisce sotto una lastra di pietra vicino al fiume. Un corpo viene trovato galleggiare nel fiume pochi giorni dopo, ma Daw si rifiuta di identificarlo correttamente, accendendo i sospetti dell'ispettore Charles Tarrant. Sotto pressione, Daw confessa l'omicidio, ma si scopre che il corpo appartiene a qualcun altro.
- Interpreti: Hume Cronyn (Henry Daw), Robert Douglas (ispettore Charles Tarrant).

## Un invito a cena
- Titolo originale: Little White Frock
- Diretto da: Herschel Daugherty
- Scritto da: Stacy Aumonier (soggetto), Stirling Silliphant (sceneggiatura)

### Trama
L'anziano attore disoccupato Colin Bragner invita a cena il drammaturgo Adam Longsworth e sua moglie Carol. Racconta loro una storia sull'amore della sua vita, Lila Gordon, che lo rifiutò e morì tragicamente. Adam e Carol sono profondamente toccati dalla storia, ma si scopre che è una finzione completa: Colin stava mettendo in mostra le sue capacità recitative nella speranza di trovare lavoro. Adam è impressionato e gli offre subito un lavoro.
- Interpreti: Herbert Marshall (Colin Bragner), Julie Adams (Carol Longsworth), Tom Helmore (Adam Longsworth).